# ایکینگ
ایکینگ (به آلمانی: Icking) یک شهر در آلمان است که در بایرن واقع شده‌است.

## خصوصیات
ایکینگ ۱۶٫۹۹ کیلومترمربع مساحت دارد ۶۳۶ متر بالاتر از سطح دریا واقع شده‌است.